# بی‌بی حیات
بی‌بی حیات یکی از زنان نامدار اسلام همراه با سپاه اسلام در فتح ایران (سال ۲۳ قمری) است که در جنگ کشته شده و بقعه‌ای در روستای فهرج در سی کیلومتری یزد نزدیک مهریز دارد. قبر وی در پنجشنبه ۳۰ مرداد ۱۳۵۳ توسط سارقان شکافته شد که به گزارش روزنامه کیهان همانروز (شماره ۹۳۱۹) و دو روز بعد (شماره ۹۳۲۰) جسد سالم وی مشاهده شد که مورد بررسی مقامات اداره فرهنگ و هنر، اداره اوقاف و ژاندارمری وقت یزد قرار گرفت. در سال ۱۳۸۶ نیز قبر وی دستبرد زده شد و جسد تازه وی برای فروش قاچاقی به خارجی‌ها تا استان خوزستان حمل شد که توسط ماموران برگردانده شد.